# 徳山神社 (本巣市)
徳山神社（とくやまじんじゃ）は、岐阜県本巣市にある神社。旧・揖斐郡徳山村（1987年（昭和62年）に廃止、藤橋村に編入。現在の揖斐川町）の各地区に存在した神社を移転して、合祀した神社である。旧徳山村の集団移転地の近くにある。
毎年成人の日に行われる元服式は、本巣市の無形民俗文化財に指定されている。

## 概略
かつての徳山村には8つの集落（徳山本郷、下開田、上開田、山手、櫨原、塚、戸入、門入）が存在したが、徳山ダムの建設により、ほとんどの集落が水没することになり、ほとんどの住民が移転しなければならなくなった。各集落にはそれぞれ神社が祀られていた。
各集落の神社は移転となり、本巣郡本巣町の集団移転地の近くにまとめて合祀することとなり、旧村名から「徳山神社」と名づけられ、1987年（昭和62年）10月25日に創建される。

## 祭神
- 伊弉諾
- 伊弉弥
- 天児屋根命
- 経津主神
- 武甕槌
- 天照大神
- 豊受媛神
- 春日神
- 八幡神
- 別雷神 など

## 境内社など
- 鳥山神社

祭神は新田義貞。義貞は鳥山四郎と名乗って旅僧姿で徳山村櫨原（はぜはら）まで逃げ延びたが、冠峠で亡くなったという伝説がある。村人に軍資金を狙われ、白山神社の杉の木の上に追い詰められた義貞は、村人目がけて金をばらまいたのち刀の切先を口にくわえて飛び降りて果て、まかれた金は虫（蚕）になってシッペ谷に消えていったが、その後村では悪病が流行り、櫨原は7度全焼し、村役や禰宜になった者が早死にするなど不幸が続いたため、「仁田四郎由定の墓｣を造って弔った。同神社は義貞の鎮魂のために造られ、徳山ダム建設時に徳山神社に合祀された。
- 薬師堂

旧徳山村の神社に伝わる3体の薬師如来像がある。

## 元服式
旧徳山村本郷の白山神社に室町時代から伝わる儀式。毎年1月2日、15歳になった男子が行う元服式であり、「理髪の儀」「加冠の儀」などが行われていた。
徳山村の廃村により、1986年（昭和61年）に中断されたが、1990年（平成2年）、徳山神社にて復活する。
復活にさいし、儀式を受ける対象者が、旧徳山村生まれの中学校3年生の男子女子に変更されたが、復活から20年以上が経過してもはや旧徳山村生まれの対象者はいなくなったため、現在は両親のどちらかが旧徳山村の出身の中学校3年生の男子女子に対象者が変更されている。

## 合祀された神社
- 白山神社

徳山本郷の神社。元服式は元々この神社で行われていた。
- 春日神社

上開田の神社。
- 六社神社

下開田の神社。1156年（保元元年）創建。
- 六社神社

山手の神社。
- 白山神社

櫨原の神社。1340年（興国元年）創建。
- 白山神社

塚の神社。1340年（興国元年）創建。
- 六社神社

戸入の神社。
- 八幡神社

門入の神社。1664年（寛文4年）創建。
- 秋葉神社

徳山本郷の神社。1898年（明治31年）創建。

## 文化財
岐阜県指定重要文化財
- 鰐口（応永銘）[4]
- 鰐口（文明銘）[5]

本巣市指定無形民俗文化財
- 徳山神社元服式

## 交通機関
- 岐阜バス：黒野線「本巣大洞」バス停下車、徒歩で約5分。
  - JR岐阜駅バスターミナル（岐阜駅北）9番のりば、岐阜バスターミナル（名鉄岐阜駅南）Eのりば「西秋沢」行きに乗車。
- 岐阜バス：黒野線「宝珠ハイツ」バス停下車、徒歩で約10分。
  - JR岐阜駅バスターミナル（岐阜駅北）9番のりば、岐阜バスターミナル（名鉄岐阜駅南）Eのりば「宝珠ハイツ」または「西秋沢」行きに乗車。
- 本巣市市営バス：本巣・糸貫線「徳山団地」バス停下車、徒歩で約5分。